# Доротея фон Брауншвайг-Люнебург
Доротея фон Брауншвайг-Люнебург (на немски: Dorothea von Braunschweig-Lüneburg; * 1 януари 1570, † 15 август 1649) от род Велфи (Нов Дом Люнебург), е принцеса от Херцогство Брауншвайг-Люнебург и чрез женитба пфалцграфиня и херцогиня на Пфалц-Цвайбрюкен-Биркенфелд.

## Живот
Дъщеря е на херцог Вилхелм Млади фон Брауншвайг-Люнебург (1535 – 1592) и съпругата му принцеса Доротея Датска (1546 – 1617), дъщеря на датския крал Кристиан III (1503 – 1559) и принцеса Доротея фон Саксония-Лауенбург (1511 – 1571).
Доротея се омъжва на 23 февруари 1586 г. в Целе за пфалцграф и херцог Карл фон Пфалц-Цвайбрюкен-Биркенфелд (1560 – 1600) от фамилията Вителсбахи.
Като основатели на вителсбахската линия Цвайбрюкен-Биркенфелд те са прародители на баварската кралска фамилия.

## Деца
Доротея и Карл имат децата:
- Георг Вилхелм (1591 – 1669), пфалцграф и херцог на Цвайбрюкен-Биркенфелд
- София (1593 – 1676), ∞ 1615 граф Крафт VII фон Хоенлое-Нойенщайн (1582 – 1641)
- Фридрих (1594 – 1626), домхер в Страсбург
- Кристиан I (1598 – 1654), пфалцграф и херцог на Бишвайлер в Елзас